# Hallescher FC
Hallescher Fußball-Club e.V. é uma agremiação esportiva alemã, fundada a 26 de janeiro de 1966, sediada em Halle, na Saxônia.

## História
As raízes do clube se encontram na formação, em 1946 do SG Glaucha na então ocupada Alemanha Oriental no núcleo do Hallescher Wacker Fußball-Club, que foi fundado em 1900. Wacker tinha participado das rodadas de play-off para o Campeonato Alemão em 1921, 1928 e 1934, quando venceu a Gauliga Mitte.
A agremiação passaria por mudanças de denominação frequentes, prática comum na antiga República Democrática Alemã. SG Freiimfelde Halle, em 1948, foi a primeira intitulação. No ano seguinte, o time venceu o campeonato do leste como GSZ União Halle e repetiu esse sucesso em 1952. Houve ainda uma sucessão de mudanças. BSG Turbine Halle (1953), SC Chemie Halle-Leuna (1957), SC Chemie Halle (1958) e FC Chemie Halle (1966).
A mudança de nome reflete a última separação dos departamentos de futebol de clubes desportivos da Alemanha Oriental que passaram a formar clubes com o intuito de ceder atletas para a Seleção Nacional. O BSG Turbine Halle ganhou sua primeira Copa da Alemanha Oriental, em 1956, e uma segunda vez, em 1962, já como SC Chemie Halle. A equipe atuou na premier DDR-Oberliga, caindo posteriormente para a DDR-Liga. O seu melhor resultado no período foi o terceiro lugar na Oberliga na temporada 1970-1971, o que lhes valeu a classificação para a Taça UEFA.
Com a reunificação da Alemanha, em 1990, e a fusão das ligas leste e oeste do país, o clube passou a atuar na 2. Bundesliga como Hallescher FC. A equipe vivenciou um seguido declínio, chegando a cair para a Verbansliga Sachsen-Anhalt (V) pela temporada 1995-1996. Na temporada 2007-2008 o time se sagrou campeão da Oberliga Nordost (Süd), subindo para a Regionalliga Nord. Na temporada 2010-2011 a equipe ficou na quinta colocação, permanecendo na mesma divisão.

## Títulos
- Campeão da DDR-Liga (segunda divisão), Grupo B: 1987;
- Campeão da DDR-Liga (segunda divisão), Grupo C: 1974;
- Campeão da DDR-Liga, Grupo Norte: 1965;
- Campeão da I. DDR-Liga: 1959;
- Campeão da Oberliga Nord-Est-Sud 1994-2008
- Campeão da Oberliga Nordost Süd: 2008;
- Campeão da Verbandsliga Sachsen-Anhalt: 1997, 2000;
- Vice-campeão da DDR-Liga, Grupe B: 1985, 1986;
- Vice-campeão da I. DDR-Liga: 1956;
- Vice-campeão da Oberliga Nord-Est: 1990-1994;
- Vice-campeão da Oberliga Nordost, Grupo Centro: 1993;
- Campeão da Regionalliga Nord: 2012;
- Vice-campeão da Regionalliga Nord: 2009;
- Vice-campeão da Verbandsliga Sachsen-Anhalt: 1999;
- Vencedor da FDGB-Pokal: 1956, 1962;

## Cronologia
| Temporada | Módulo | Liga         | Colocação | Pontos |
| --------- | ------ | ------------ | --------- | ------ |
| 1965/66   | I      | DDR-Oberliga | 11ª (14)  | 23-29  |
| 1966/67   | I      | DDR-Oberliga | 11ª (14)  | 26-26  |
| 1967/68   | I      | DDR-Oberliga | 10ª (14)  | 23-29  |
| 1968/69   | I      | DDR-Oberliga | 11ª (14)  | 22-30  |
| 1969/70   | I      | DDR-Oberliga | 10ª (14)  | 22-30  |

| Temporada | Módulo | Liga         | Colocação | Pontos |
| --------- | ------ | ------------ | --------- | ------ |
| 1970/71   | I      | DDR-Oberliga | 03ª (14)  | 30-22  |
| 1971/72   | I      | DDR-Oberliga | 06ª (14)  | 27-25  |
| 1972/73   | I      | DDR-Oberliga | 14ª (14)  | 16-36  |
| 1973/74   | II     | DDR-Liga (C) | 01ª (12)  | 41-3   |
| 1974/75   | I      | DDR-Oberliga | 11ª (14)  | 21-31  |
| 1975/76   | I      | DDR-Oberliga | 08ª (14)  | 25-27  |
| 1976/77   | I      | DDR-Oberliga | 07ª (14)  | 24-28  |
| 1977/78   | I      | DDR-Oberliga | 06ª (14)  | 30-22  |
| 1978/79   | I      | DDR-Oberliga | 06ª (14)  | 27-25  |
| 1979/80   | I      | DDR-Oberliga | 07ª (14)  | 28-24  |

| Temporada | Módulo | Liga         | Colocação | Pontos |
| --------- | ------ | ------------ | --------- | ------ |
| 1980/81   | I      | DDR-Oberliga | 08ª (14)  | 25-27  |
| 1981/82   | I      | DDR-Oberliga | 11ª (14)  | 23-29  |
| 1982/83   | I      | DDR-Oberliga | 11ª (14)  | 17-35  |
| 1983/84   | I      | DDR-Oberliga | 14ª (12)  | 11-41  |
| 1984/85   | II     | DDR-Liga (B) | 02ª (18)  | 49-19  |
| 1985/86   | II     | DDR-Liga (B) | 02ª (18)  | 47-21  |
| 1986/87   | II     | DDR-Liga (B) | 01ª (18)  | 53-15  |
| 1987/88   | I      | DDR-Oberliga | 05ª (14)  | 26-26  |
| 1988/89   | I      | DDR-Oberliga | 09ª (14)  | 25-27  |
| 1989/90   | I      | DDR-Oberliga | 09ª (14)  | 24-28  |

| Temporada | Módulo | Liga                        | Colocação | Pontos |
| --------- | ------ | --------------------------- | --------- | ------ |
| 1990/91   | I      | NOFV-Oberliga               | 04ª (14)  | 29-23  |
| 1991/92   | II     | 2. Bundesliga (Süd)         | 08ª (12)  | 20-24  |
| 1992/93   | III    | Oberliga Nordost (Mitte)    | 02ª (17)  | 47-17  |
| 1993/94   | III    | Oberliga Nordost (Mitte)    | 09ª (16)  | 30-30  |
| 1994/95   | IV     | Oberliga Nordost (Süd)      | 16ª (16)  | 3-57   |
| 1995/96   | V      | Verbandsliga Sachsen-Anhalt | 07ª (17)  | 43     |
| 1996/97   | V      | Verbandsliga Sachsen-Anhalt | 01ª (18)  | 78     |
| 1997/98   | IV     | Oberliga Nordost (Süd)      | 13ª (16)  | 30     |
| 1998/99   | V      | Verbandsliga Sachsen-Anhalt | 02ª (16)  | 84     |
| 1999/00   | V      | Verbandsliga Sachsen-Anhalt | 01ª (18)  | 85     |

| Temporada | Módulo | Liga                   | Colocação | Pontos |
| --------- | ------ | ---------------------- | --------- | ------ |
| 2000/01   | IV     | Oberliga Nordost (Süd) | 10ª (18)  | 44     |
| 2001/02   | IV     | Oberliga Nordost (Süd) | 07ª (17)  | 44     |
| 2002/03   | IV     | Oberliga Nordost (Süd) | 05ª (18)  | 59     |
| 2003/04   | IV     | Oberliga Nordost (Süd) | 04ª (16)  | 57     |
| 2004/05   | IV     | Oberliga Nordost (Süd) | 04ª (18)  | 60     |
| 2005/06   | IV     | Oberliga Nordost (Süd) | 04ª (16)  | 53     |
| 2006/07   | IV     | Oberliga Nordost (Süd) | 07ª (16)  | 42     |
| 2007/08   | IV     | Oberliga Nordost (Süd) | 01ª (16)  | 60     |
| 2008/09   | IV     | Regionalliga (Nord)    | 02ª (18)  | 70     |
| 2009/10   | IV     | Regionalliga (Nord)    | 04ª (18)  | 56     |

| Temporada | Módulo | Liga                | Colocação  | Pontos |
| --------- | ------ | ------------------- | ---------- | ------ |
| 2010/11   | IV     | Regionalliga (Nord) | 05ª (18)   | 58     |
| 2011/12   | IV     | Regionalliga (Nord) | 01ª (18)   | 77     |
| 2012/13   | III    | 3. Liga             | 010ª (20)  | 46     |
| 2013/14   | III    | 3. Liga             | 09ª (20)   | 51     |
| 2014/15   | III    | 3. Liga             | 010ª (20)  | 53     |
| 2015/16   | III    | 3. Liga             | 013ª (20)  | 48     |
| 2016/17   | III    | 3. Liga             | 013ª (20)  | 48     |
| 2017/18   | III    | 3. Liga             | 0TBDª (20) | TBD    |